# Lilian
Lilian är ett brittiskt kvinnonamn, som kommer av det engelska ordet för lilja. En alternativ stavning är Lillian.
Namnet är för närvarande inte så vanligt. De flesta bärare av namnet är äldre. Den 31 december 2012 fanns det totalt 18 665 personer i Sverige med namnet Lilian eller Lillian, varav 7 307 med det som tilltalsnamn/förstanamn. År 2003 fick 46 flickor namnet, varav 9 fick det som tilltalsnamn.
Namnsdag: I Sverige 6 september, (1986–1992: 15 november, 1993–2000: 7 maj). I den finlandssvenska namnsdagslängden har Lilian namnsdag 20 maj sedan 1950.

## Personer med namnet Lilian/Lillian

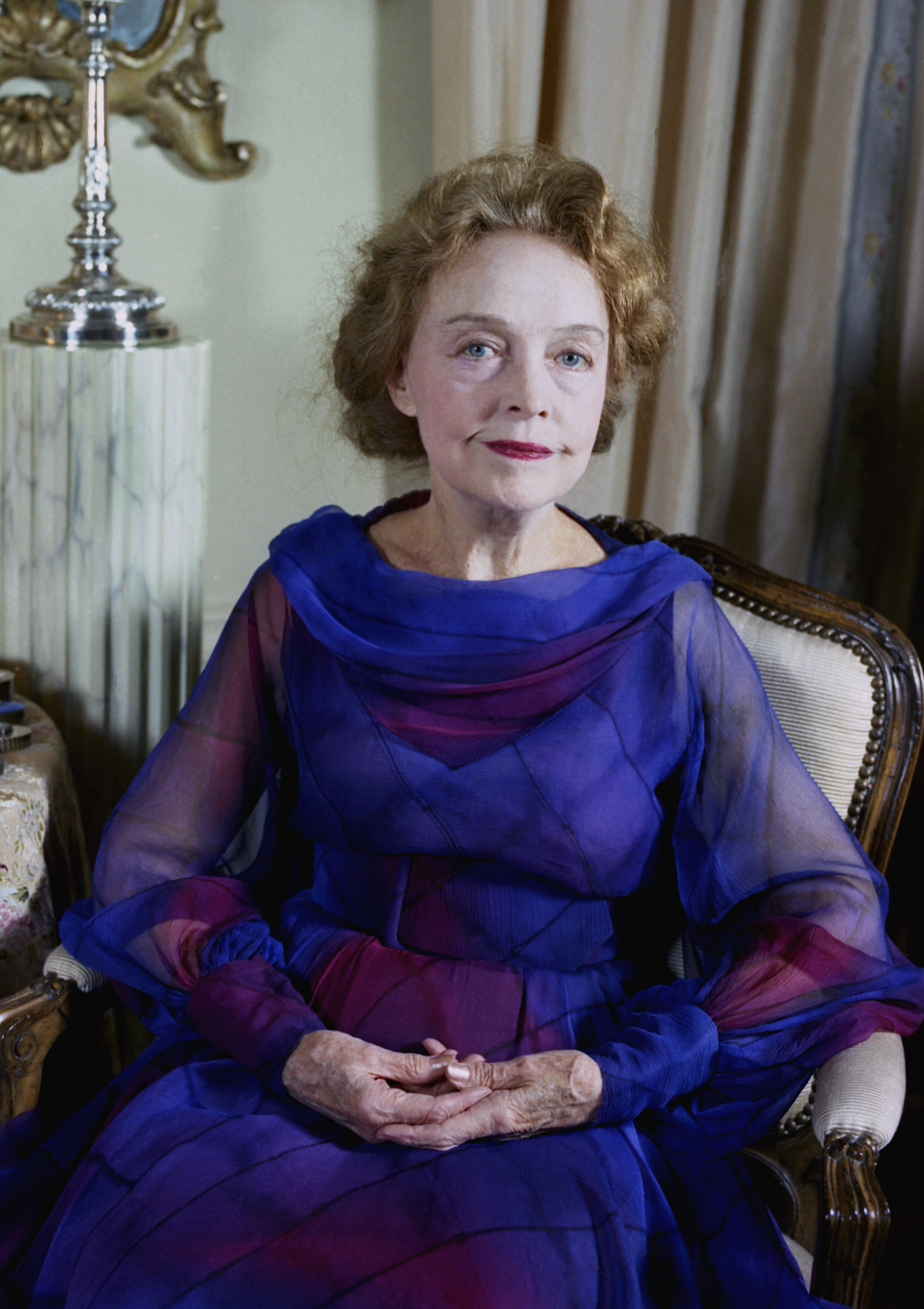
Lillian Gish, 1973.

- Lilian (1915–2013), svensk prinsessa 1976–2013
- Lillian Board (1948–1970), brittisk friidrottare
- Lilian Edvall (född 1948), svensk författare och journalist
- Lillian Gish (1893–1993), amerikansk skådespelerska
- Lilian Harvey (1906–1968), tysk skådespelerska
- Lillian Hellman (1905–1984), amerikansk dramatiker och pjäsförfattare
- Lillian Smith (1897–1966), amerikansk författare
- Lilian Thuram (född 1972), fransk tidigare fotbollsspelare
- Lilian Togelius (född 1951), svensk bildkonstnär
- Lilian Öhrström (född 1945), svensk journalist och författare